# Baclofen
Baclofen (β-parachlorophenyl GABA) is een spierverslapper. Het is een gamma-aminoboterzuur-agonist (GABA-B-agonist) die in het bijzonder bij oromandibulaire dystonie wordt voorgeschreven. In een dosis van 40–180 mg per dag wordt het gebruikt bij spasmen en dystonie. Reeds vele jaren wordt dit patentloze medicijn onderzocht omdat het buitensporig drinken als gevolg van een alcoholverslaving zou kunnen tegengaan. Ook bij andere verslavingen, zoals cocaïne en GHB-verslaving, zou het middel goede resultaten opleveren. 
Het middel is bewezen teratogeen. Dat wil zeggen dat het, samen met een groot aantal andere chemische stoffen, geneesmiddelen, alcohol, roken en drugs, een stof is die bij gebruik tijdens de zwangerschap nadelige gevolgen voor de vrucht kan hebben.
De spierverslapper is chemisch verwant aan de partydrug gamma-hydroxyboterzuur (GHB), maar de werking kan niet met elkaar vergeleken worden. Ook veronderstelt men soms een gelijkende werking als veel voorgeschreven benzodiazepinen als diazepam en oxazepam. GHB is overigens een lichaamseigen stof, baclofen is dat niet. Terwijl GHB wordt gezien als een partydrug is het effect van baclofen op dat gebied vrijwel nihil of heeft het de tegenovergestelde werking, men vergeet namelijk alcohol te drinken. GHB wordt geassocieerd met een toename van seksuele prikkels, bij baclofen is juist het tegenovergestelde aangetoond. In een klein onderzoek is de effectiviteit van baclofen bij paniekstoornis en angststoornissen aangetoond. Baclofen kwam in 2004 in het nieuws toen een ernstig aan alcohol verslaafde Franse cardioloog Dr. Olivier Ameisen in zijn boek Le dernier verre (In het Nederlands vertaald als: Het einde van mijn verslaving) claimde dat hij zichzelf genas door zichzelf grote doses baclofen voor te schrijven.

## Verslavingsproblematiek
Ameisen, hoogleraar geneeskunde aan de State University of New York, was een alcoholist die zichzelf naar eigen zeggen "in een coma zoop". Hij had zonder succes het twaalfstappenprogramma gevolgd en de Anonieme Alcoholisten bezocht en de bij alcoholverslaving voorgeschreven medicijnen refusal, naltrexon en campral gebruikt. Toen hij vernam dat baclofen bij een spastische cocaïneverslaafde de zucht naar cocaïne sterk had verminderd, ging hij baclofen onderzoeken. In wetenschappelijke tijdschriften was de uitwerking van baclofen op verslaafde laboratoriumratten beschreven. De dieren werden onder invloed van baclofen minder afhankelijk van cocaïne en alcohol.
Baclofen is in Frankrijk "off-label" als experimenteel middel aan alcoholisten voorgeschreven met positieve resultaten. De Franse Société française d'alcoologie (SFA) is echter voorzichtig en noemt verslaving een complexe aandoening waarvoor een medicijn alleen niet de oplossing zal zijn. Ameisen beweert echter niet dat het middel de ziekte verslaving geneest, maar meer dat het middel helpt bij het verminderen van de ziekelijke zucht, de hunkering of craving, naar alcohol of drugs. Die craving is in feite psychische onrust, maar omdat de hersenen via hormonen en/of neurotransmitters allerlei alarmbellen laten rinkelen dat het tijd is voor de volgende dosis, vertaalt die psychische onrust zich tevens in lichamelijke onrust en ongemakken. Die onrust triggert vervolgens een dwangmatig op zoek gaan naar het middel dat de onrust zal wegnemen. De craving kan zich overigens ook uiten als emotionele disbalans, verveling, dysforie of prikkelbaarheid.
Het verschil dat men vroeger maakte tussen een lichamelijke en geestelijke afhankelijkheid bestaat volgens Ameisen in feite niet, al kan men van de ene drug meer lichamelijk ongemak ervaren dan van de andere. Als het ziekelijke element kan worden overwonnen met een medicijn, dan ligt de weg daarna open om ook echt te kunnen stoppen, en vervolgens ook te willen stoppen met het overmatige en ziekelijk gebruik van de desbetreffende verslavende middelen.
De kern van het probleem bij verslaving is dat verslavingsgevoelige mensen wel willen, maar niet kunnen stoppen of minderen. Dit komt omdat het deel van de hersenen dat de craving initieert, het limbisch systeem, bij verslavingsgevoelige mensen vele malen sterker naar voren treedt dan de prefrontale cortex, die betrokken is bij functies als beslissingen nemen, plannen, sociaal gedrag en impulsbeheersing. Daardoor is men simpelweg niet in staat te corrigeren. Het limbisch systeem is een groep structuren in de hersenen die betrokken is bij emotie, motivatie, genot en het emotioneel geheugen. Het is evolutionair gezien een van de oudste delen van de hersenen. Bij verslavingsgevoelige mensen neemt dit limbisch systeem feitelijk de beslissingen en kan de prefrontale cortex hier vrij weinig aan veranderen, hoezeer men na het laatste middelengebruik ook overtuigd was dit nooit meer te willen of te zullen doen.
Het limbisch systeem is ook verantwoordelijk voor de vecht- of vluchtreactie, een verdedigingsmechanisme dat bij mensen en dieren optreedt als er acuut gevaar dreigt. De reactie begint met acute hevige angst, paniek en stress. Als gevolg hiervan produceert het lichaam grote hoeveelheden adrenaline en cortisol (stresshormonen), de bloeddruk en hartslag gaan omhoog, de spieren worden gespannen, haren komen rechtop te staan (kippenvel), de zintuigen worden scherper (pupillen verwijden, oren staan rechtop) en de pijngevoeligheid daalt naar een zeer laag niveau (endorfinestimulus). Hierdoor is het lichaam voorbereid op een gevecht of om op de vlucht te slaan. Bij craving (ziekelijke-zucht) slaat dit systeem als het ware nodeloos op hol. Bij verslavingsgevoelige mensen is het limbisch systeem in de war geraakt doordat het verslavende middel of gedraging aanvankelijk een bepaalde disbalans kon opheffen waartoe het lichaam eerder niet zelf toe in staat was (vanwege bijvoorbeeld een psychiatrische aandoening). Als dat het geval is kan men spreken van de ziekte verslaving. Het inzicht dat verslaving vooral een biologische, genetische en epigenetische ziekte is wordt daarmee essentieel voor een succesvolle behandeling.

## Werking
Baclofen zou de angel uit de verslavingsproblematiek halen. Het lijkt erop dat Baclofen iets in de plaats stelt voor dat waar het in de hersenen van de verslaafde al voor de verslaving aan ontbrak. Iemand kan zich wederom normaal voelen, het leven krijgt weer enige kleur en diepte en de onrust wordt minder, en dat kon zelfs het verslavende middel nooit meer bereiken. Ook wordt vermeld dat Baclofen een zodanig effect heeft op de hersenen dat de ratio in de prefrontale cortex het niet aflegt tegenover het oudere en sterkere emotionele brein in het limbisch systeem, waardoor beseft wordt (en belangrijker: beseft blijft worden) dat een verslavend middel niets extra's op zal leveren, of zelfs integendeel. Vooral ter voorkoming van een terugval (relapse) zou baclofen daarom nuttig kunnen zijn. Maar ook zou het het dwangmatige element uit een verslaving kunnen halen.
Een verslaafde raakt op den duur daadwerkelijk verslaafd aan een verslavend middel niet zozeer omdat hij (/zij) zich beter gaat voelen, waarvan in het begin natuurlijk nog wel sprake is, maar omdat hij zich alleen (nog) normaal kan voelen met het verslavende middel. De verslaafde voelt zich dus niet per se beter door inname van het verslavende middel, maar eerder normaal. Het verraderlijke en datgene wat het meest tot verwarring leidt is dat een verslaafde zich eigenlijk nooit normaal heeft gevoeld. Het effect bij een niet verslavingsgevoelig persoon kenmerkt zich meestal doordat die zich meestal wel veel beter voelt dan normaal bij inname van een bepaald middel, ook na verloop van tijd. Omdat de niet verslavingsgevoelige persoon ook tevreden kan zijn met het zich normaal voelen, dus als hij niets gebruikt, zal hij daarom niet steeds dwangmatig op zoek hoeven gaan naar een (verslavend) middel dat hem nog beter doet voelen.
Slechts zo'n 3% van de patiënten in professionele ontwenningsklinieken ondervinden geen enkele terugval indien zij geen aanvullende medicatie of op wetenschappelijke methodes gebaseerde behandeling krijgen. Ondanks de hoopvolle resultaten van al dit wetenschappelijk onderzoek, de vele positieve resultaten die worden gemeld buiten de reguliere verslavingszorg om, in Nederland maar vooral ook in Frankrijk, blijft men in Nederland vasthouden aan het idee dat er eerst nog meer onderzoek moet worden gedaan. Terwijl veel privé-klinieken in Amsterdam meewerken aan het grootschalige onderzoek aan de Universiteit van Amsterdam naar de effectiviteit van het patentloze baclofen.
Op 24 april 2012 heeft de Franse medicijntoezichthouder L’Agence nationale de sécurité du médicament et des produits de santé (ANSM), het gebruik van baclofen bij de behandeling van alcoholisme officieel goedgekeurd. Bij de Jellinek kliniek in Amsterdam zegt men echter nog steeds te wachten op overtuigend bewijs voor de effectiviteit van baclofen bij de behandeling van verslaving. Ondertussen heeft men sinds een paar jaar wel uitgebreid ingezet op het uit de VS overgewaaide en op religieuze leest gestoelde twaalfstappenprogramma. Dit terwijl de Cochrane Drugs and Alcohol Group reeds in 2006 een uitgebreid onderzoek heeft gepubliceerd waarin men heeft gekeken naar alle beschikbare wetenschappelijke studies vanaf de jaren 60 naar de effectiviteit van het twaalfstappenprogramma en de bijbehorende regelmatige, soms dagelijkse, bezoeken aan de Anonieme Alcoholisten groepen (en andere verslavingsgroepen). Het resultaat was dat de effectiviteit van het programma niet kon worden aangetoond. In acht van de twaalf stappen speelt god of "een hogere macht" een cruciale rol. Deze therapie gaat ervan uit dat iemand niet zelf van de verslaving kan afkomen maar moet vertrouwen op god of een andere "hogere macht" voor het herstel. Als men op de website van de Jellinek zoekt op "baclofen", treft men 0 resultaten aan terwijl "12 stappen" 49 resultaten oplevert. Terwijl men elders experimenteert met baclofen, tot nu toe met meestal vrij positieve resultaten, blijft de verslaafde bij de Jellinek voorlopig toch echt verstoken van een potentieel levensreddend en zeer goedkoop en goed te verdragen medicijn (na decennia bewezen probleemloos gebruik als spierverslapper).
Men blijft dus lijden aan de ziekte verslaving. Verslaving blijft een complexe aandoening, en vooral als de verslaving eigenlijk een symptoom is van een onderliggende psychiatrische aandoening, is het maar de vraag of baclofen in alle gevallen het juiste middel is. Echter, tot voor kort was het een vrij normale gang van zaken een persoon met de dubbele diagnose psychiatrische aandoening en verslaving eerst naar de verslavingszorg te verwijzen. De verslavingsproblematiek kon vervolgens niet worden opgelost omdat de achterliggende psychiatrische aandoening niet werd behandeld. Gelukkig weet men ondertussen dat verslavingsproblematiek alleen kan worden opgelost als de onderliggende psychiatrische problematiek tegelijkertijd wordt behandeld. De verslaving verergert de psychiatrische problematiek en andersom. Het is daarom belangrijk dat behalve medicatie voor andere psychiatrische aandoeningen nu wordt onderkend dat er medicijnen als baclofen bestaan die specifiek werken op de psychiatrische aandoening verslaving.
De resultaten van twee kleinschalige dubbelblinde onderzoeken doen vermoeden dat baclofen weinig bijwerkingen heeft en goed wordt verdragen, ook in combinatie met alcohol. Geregistreerde bijwerkingen waren verwardheid, concentratieverlies, duizelingen en vermindering van het reactievermogen. Verder moet worden vermeld dat baclofen niet geschikt is om zomaar zelf mee te experimenteren vanwege een gerapporteerde agressie verhogende werking bij een verkeerde dosering of in combinatie met bepaalde andere medicatie. Die dosering verschilt van persoon tot persoon en dient onder toezicht van een arts plaats te vinden. Antidepressiva en stimulantia hebben die bijwerkingen overigens ook en toch is dat geen reden om die medicatie dan maar niet voor te schrijven. De voordelen wegen doorgaans ruimschoots op tegen de nadelen.
Enkele door gebruikers als positief ervaren bijwerkingen, bekend van andere spierverslappers, als goede nachtrust, gestegen zelfvertrouwen en de door Ameisen beschreven luciditeit, hij schrijft "helder te kunnen denken", doen vermoeden dat baclofen geestelijk verslavend zou kunnen zijn. Aan de andere kant hoeven als positief ervaren werking of bijwerkingen niet op verslavingsgevoeligheid te wijzen. Belangrijker is na te gaan of men door een grotere hoeveelheid van een medicijn te nemen zich nog beter gaat voelen, of er tolerantie optreedt en of men daadwerkelijk eerder aanklopt bij de huisarts voor een herhalingsrecept dan vooraf is afgesproken. De kleine groep gebruikers die met baclofen stopte, meldde geen ontwenningsverschijnselen. Baclofen wordt reeds decennialang voorgeschreven en in die tijd is het middel niet als verslavend bekend komen te staan. Het niet willen voorschrijven van een medicijn omdat het chemische verwantschap toont met GHB en daarom weleens (niet bewezen) verslavend zou kunnen zijn, is aldus onterecht.
Het aantal onderzoeken naar de werkzaamheid van baclofen is talrijk, maar ze blijven qua grootte en degelijkheid beperkt. Dit komt omdat dit patentloze middel financieel gezien niet meer interessant is voor de farmaceutische industrie. Vooral grootschalige en langdurige klinische dubbelblinde onderzoeken waren er niet. Er hebben inmiddels wel een aantal middelgrote onderzoeken plaatsgevonden, waaronder de in 2016 gepubliceerde "Nederlandse studie" en de Duitse BACLAD studie waarvan de resultaten elkaar in eerste instantie tegen lijken te spreken. Men gaat in de diverse onderzoeken echter uit van verschillende te bereiken doelstellingen. Het Nederlandse onderzoek stelt de tijd tot de eerste relapse centraal, het onderzoek werd uitgevoerd in samenwerking met vijf klinieken bij 151 patiënten, geselecteerd uit 481, terwijl het Duitse onderzoek naar meer parameters kijkt. De co-auteur van de Nederlandse studie Prof. dr. W. van den Brink MD van het AMC schrijft in een eigen conclusie over de nieuwste onderzoeken: "baclofen probably (works) best in patients with high alcohol consumption and no psychotherapy".
In mei 2011 werd in Schotland het volgende onderzoek gepresenteerd: "Baclofen at a Tailored Dose Reduces Alcohol Use, Craving and Consequences of Drinking in Alcoholics with Medical Disease due to Alcohol Dependence". De dosis tijdens het onderzoek betrof tussen de 15 and 360 mg baclofen per dag. Deelnemers aan het onderzoek gaven aan dat craving pas minder wordt bij doses boven de 90 mg. Het onderzoek stelt in de conclusie dat een dosis boven de 100 mg per dag verder onderzoek verdient.
De werking van baclofen is subtiel en neemt vooral de fysiek gevoelde zucht naar het middel weg (craving), maar toch wordt ook de psychische craving en onrust als minder hevig ervaren. Die subtiele werking is echter ook meteen de reden dat naast de mogelijkheid nu te kunnen stoppen/minderen, vooral ook het willen stoppen aanwezig dient te zijn om echt succesvolle toepassing te garanderen. En hier komt dan wellicht het hele arsenaal aan nu reeds bestaande hulpverleningsmogelijkheden en (desnoods, want bewezen ineffectief, zoals eerder aangegeven) AA/CA/NA bijeenkomsten van pas, doch hopelijk nu dan met meer garantie op succes dan voorheen het geval was. Indien men geen baclofen inneemt, kan de verslaving vooral in het begin volledig terugkomen bij de eerste de beste trigger. Het middel geneest dus niet, het onderdrukt "slechts" de symptomen. Bemoedigend is dan weer wel dat indien de juiste dosis baclofen wordt ingenomen ten tijde van het innemen van het verslavende middel, het controleverlies dat normaal gesproken optreedt na een "terugval" dan niet optreedt. Een uitgebreide bijeenkomst van vele partijen heeft plaatsgevonden op dinsdag 28 februari 2012, georganiseerd door het Trimbos-instituut in samenwerking met de Stichting voor Alcoholverslavingszorg. Er bestaat inmiddels ook een uit het Frans naar het Engels vertaalde handleiding voor professionals voor het voorschrijven van baclofen bij alcoholverslaving.
Ook bij eetstoornissen, eetverslavingen en obesitas wordt onderzocht of baclofen behulpzaam kan zijn bij een biologische benadering en behandeling van de ziekte. Ook hier ligt het opheffen van een bestaande chemische disbalans ten grondslag aan de veronderstelde werkzaamheid van baclofen bij het helpen genezen van o.a. obesitas.
En ook bij het (vooral blijvend) stoppen met roken (nicotine) kan baclofen een rol spelen.

## Autistische stoornissen
Baclofen heeft mogelijk naast spierverslappende eigenschappen ook op psychisch niveau een "verslappende" werking. Lopend onderzoek moet uitwijzen of baclofen om die reden ook een geschikt middel zou kunnen zijn om de symptomen van autisme te verlichten. De eerste resultaten zijn bemoedigend.
Recent onderzoek naar autisme en verslaving wijst uit dat het aantal verslaafden onder autisten ruim acht keer hoger ligt dan vanuit de algemene bevolking is te verwachten. In een andere studie bleek dat bij 70 volwassenen met autisme het profiel van de persoonlijkheid minder afweek van het profiel van de algemene populatie als er sprake was (geweest) van een verslaving, vergeleken bij mensen uit die groep die nooit verslaafd waren geweest. Datzelfde fenomeen zag men bij de cijfers die mensen met autisme gaven over hun sociaal functioneren; er werden minder sociale problemen gerapporteerd als er sprake was (geweest) van een verslaving. Met het onderzoek naar baclofen bij autisme en het onderzoek naar baclofen bij verslaving hoopt men aan te tonen dat men op dit gebied twee vliegen in een klap kan slaan.
Ook naar de werkzaamheid van baclofen bij het syndroom van Gilles de la Tourette is onderzoek gedaan.